# Terminalia arjuna
Terminalia arjuna es una especie de árbol perteneciente a la familia Combretaceae.

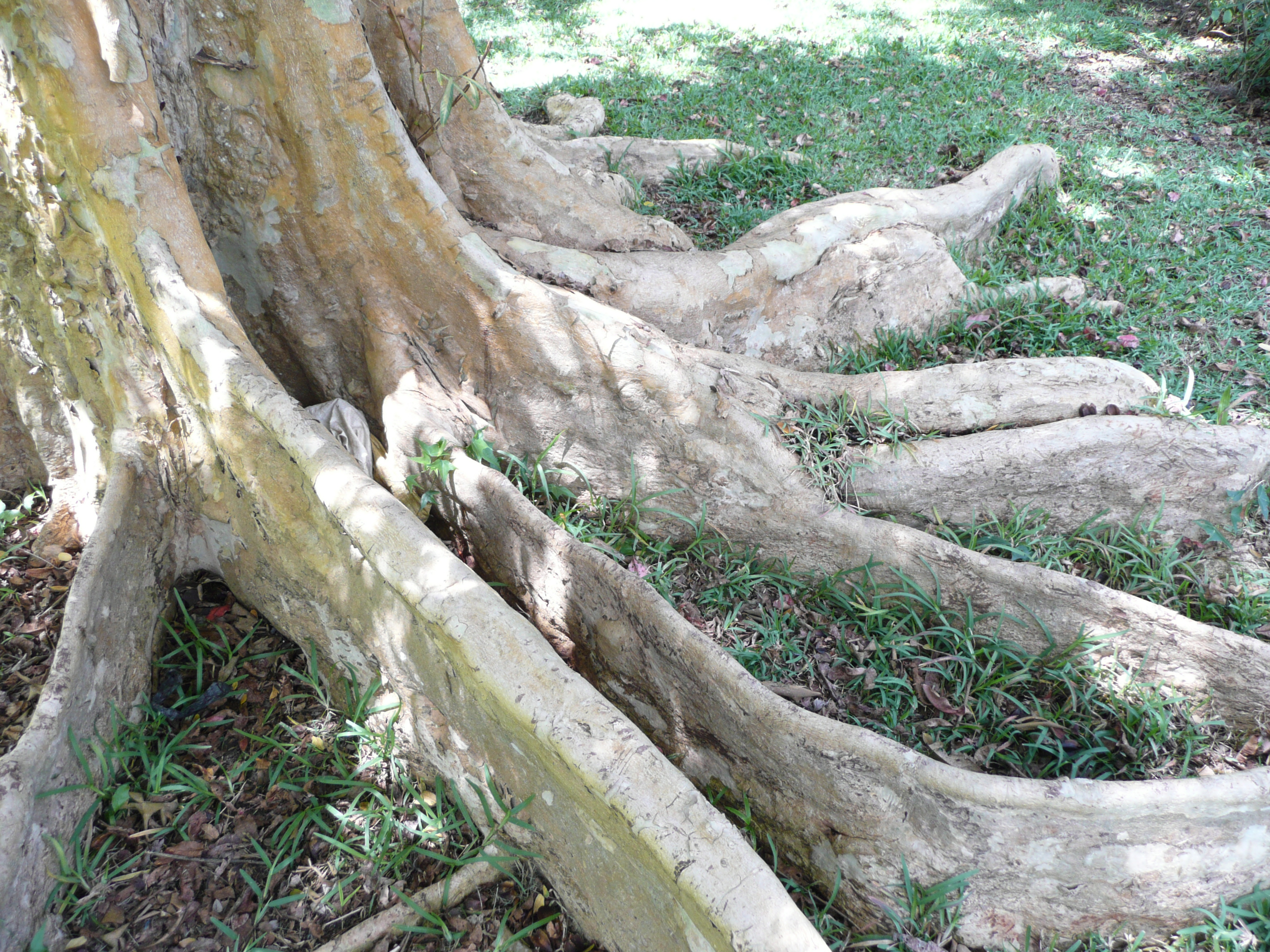
Raíces y tronco

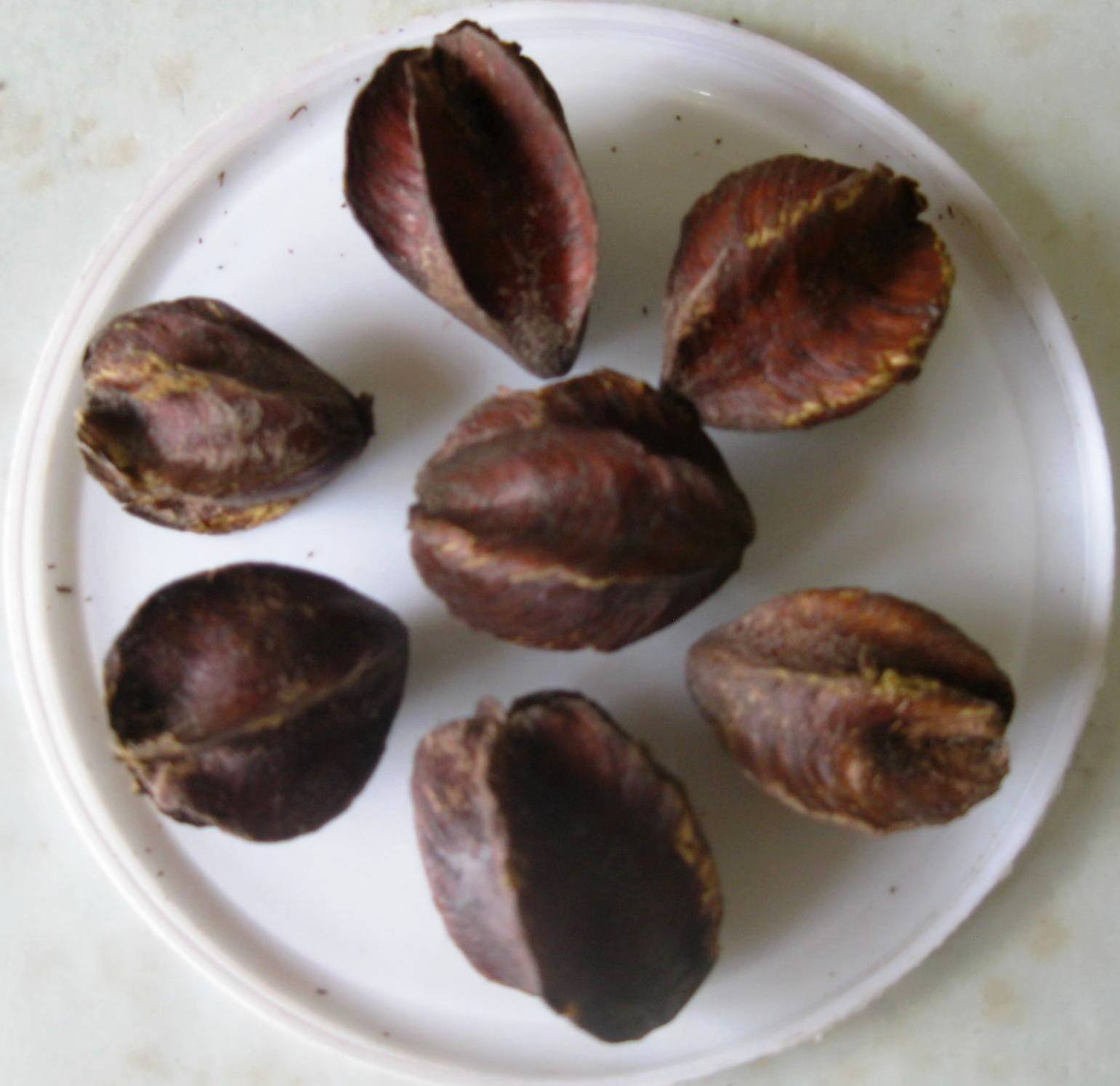
Frutos de Arjuna (secos)

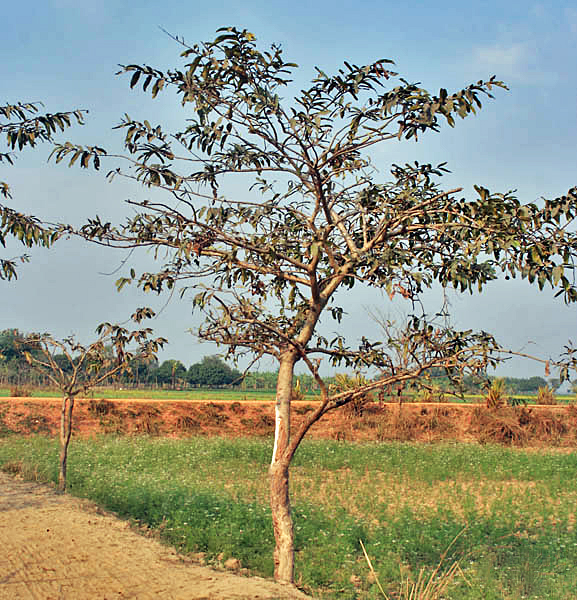
Árbol joven

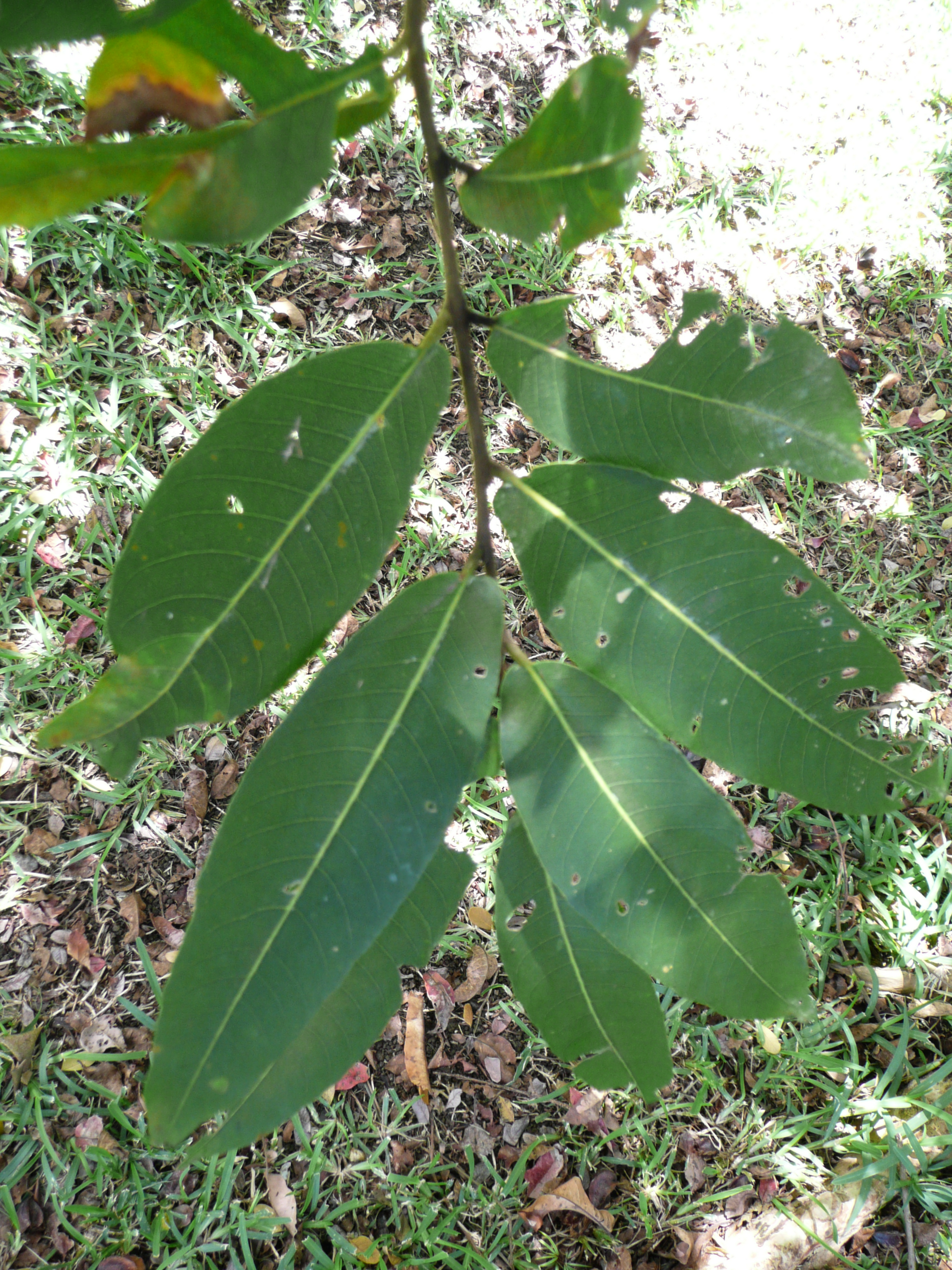
Hojas

## Descripción
Alcanza un tamaño de unos 20 a 25 metros de altura; por lo general tiene un tronco reforzado, y forma un gran dosel en la corona, del que las ramas caen hacia abajo. Tiene hojas cónicas alargadas que son verdes en la parte superior y marrón por debajo; la corteza es lisa, de color gris; tiene flores de color amarillo pálido que aparecen entre marzo y junio; su fruta es glabra, leñosa de 2,5 a 5 cm fibrosa, dividida en cinco alas, aparece entre septiembre y noviembre.

## Distribución y hábitat
La arjuna se encuentra crece generalmente en orillas de ríos o cauces de los ríos secos en Bengala Occidental y el sur y el centro de la India. Se conoce como (ಕಮರಾಕ್ಷಿ) neer maruthu en Malayo y Thella Maddi (తెల్ల మద్ది) en Telugu.

## Usos
Producción de seda
La arjuna es una de las especies cuyas hojas son el alimento de la polilla Antheraea paphia que produce la seda tassar (tussah), una seda salvaje de importancia comercial.
Medicinal
En estudios en ratones, se ha demostrado que sus hojas pueden tener propiedades analgésicas y antiinflamatorias.
Medicina alternativa
La arjuna fue introducida en Ayurveda como tratamiento para las enfermedades cardíacas por Vagbhata (c. siglo séptimo dC). Se prepara tradicionalmente como una decocción de leche. En el Ashtānga Hridayam, Vagbhata menciona la arjuna en el tratamiento de heridas, hemorragias y úlceras, aplicados por vía tópica en forma de polvo.

## Taxonomía
Terminalia arjuna fue descrita por (Roxb. ex DC.) Wight & Arn. y publicado en Prodromus Florae Peninsulae Indiae Orientalis 34. 1834.
Etimología
Terminalia: nombre genérico que deriva su nombre del latín terminus, debido a que sus hojas están muy al final de las ramas.
arjuna: epíteto
Sinonimia
- Pentaptera angustifolia Roxb.
- Pentaptera arjuna Roxb. ex DC.
- Pentaptera glabra Roxb.
- Pentaptera obovata DC.[6]